# Tony To

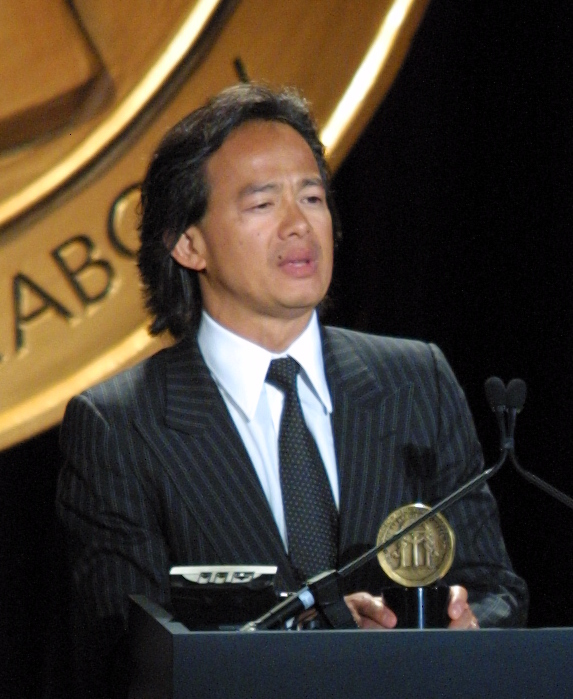
61º Almoço Anual do Peabody Awards Waldorf = Astoria Hotel 20 de maio de 2002

Tony To é um produtor e diretor de filmes premiado com o Emmy. Ele é mais conhecido pela produção e também pela direção de um episódio (parte 8) na premiada minissérie Band of Brothers. Ele também dirigiu episódios de House  e Harsh Realm.